# لويس سوتومايور
لويس سوتومايور (بالإسبانية: Luis Ignacio Sotomayor)‏ (4 ديسمبر 1996 بإيكويكو في تشيلي - ) هو لاعب كرة قدم تشيلي في مركز حراسة المرمى. لعب مع ديبورتيس إيكيكي.

## وصلات خارجية
- لويس سوتومايور على موقع قاعدة بيانات كرة القدم.إي يو (الإنجليزية)
- لويس سوتومايور على موقع Soccerway.com (الإنجليزية)
- لويس سوتومايور على موقع AS.com (الإسبانية)